# Nowodewitschi-Friedhof

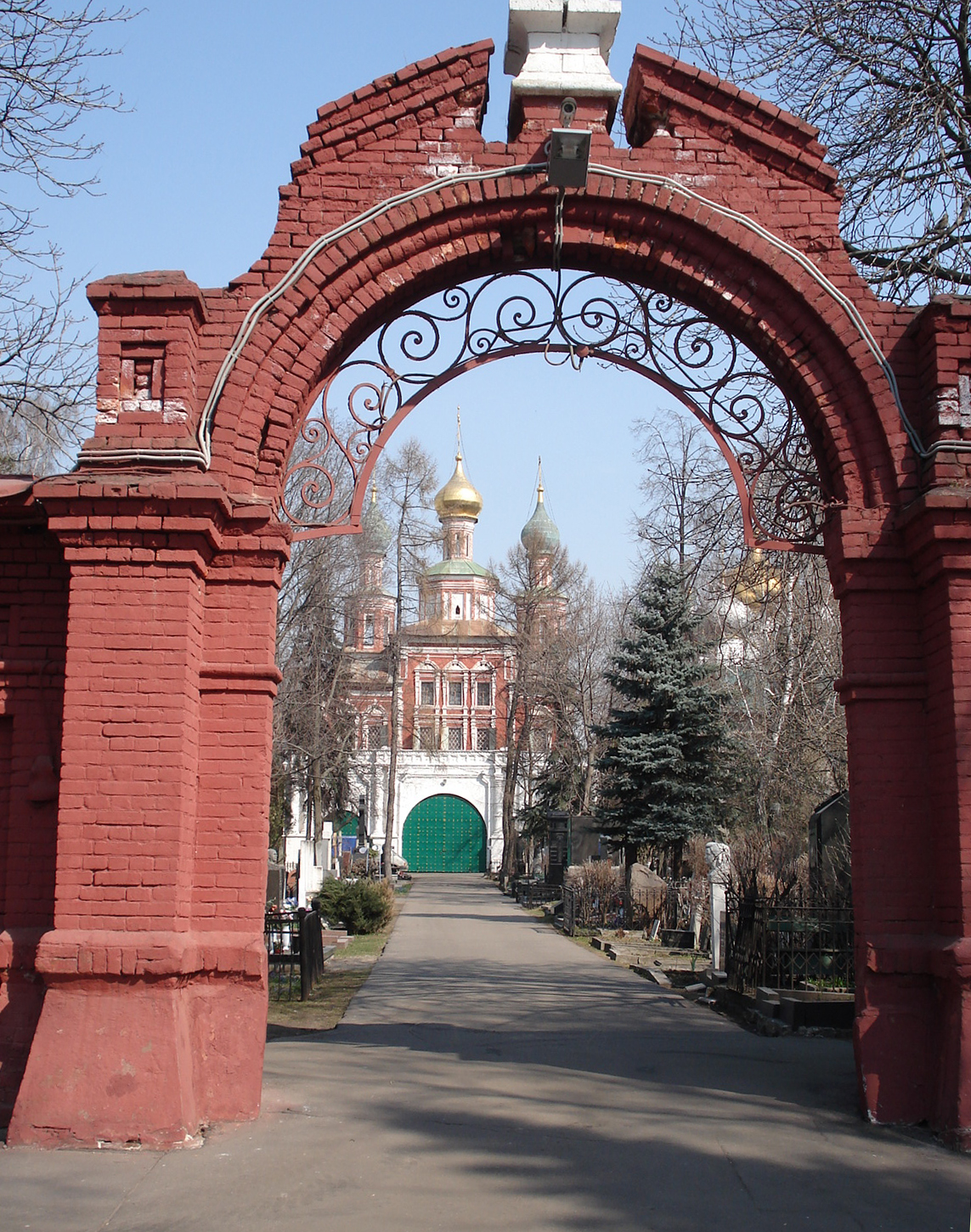
Eingang zum Alten Territorium

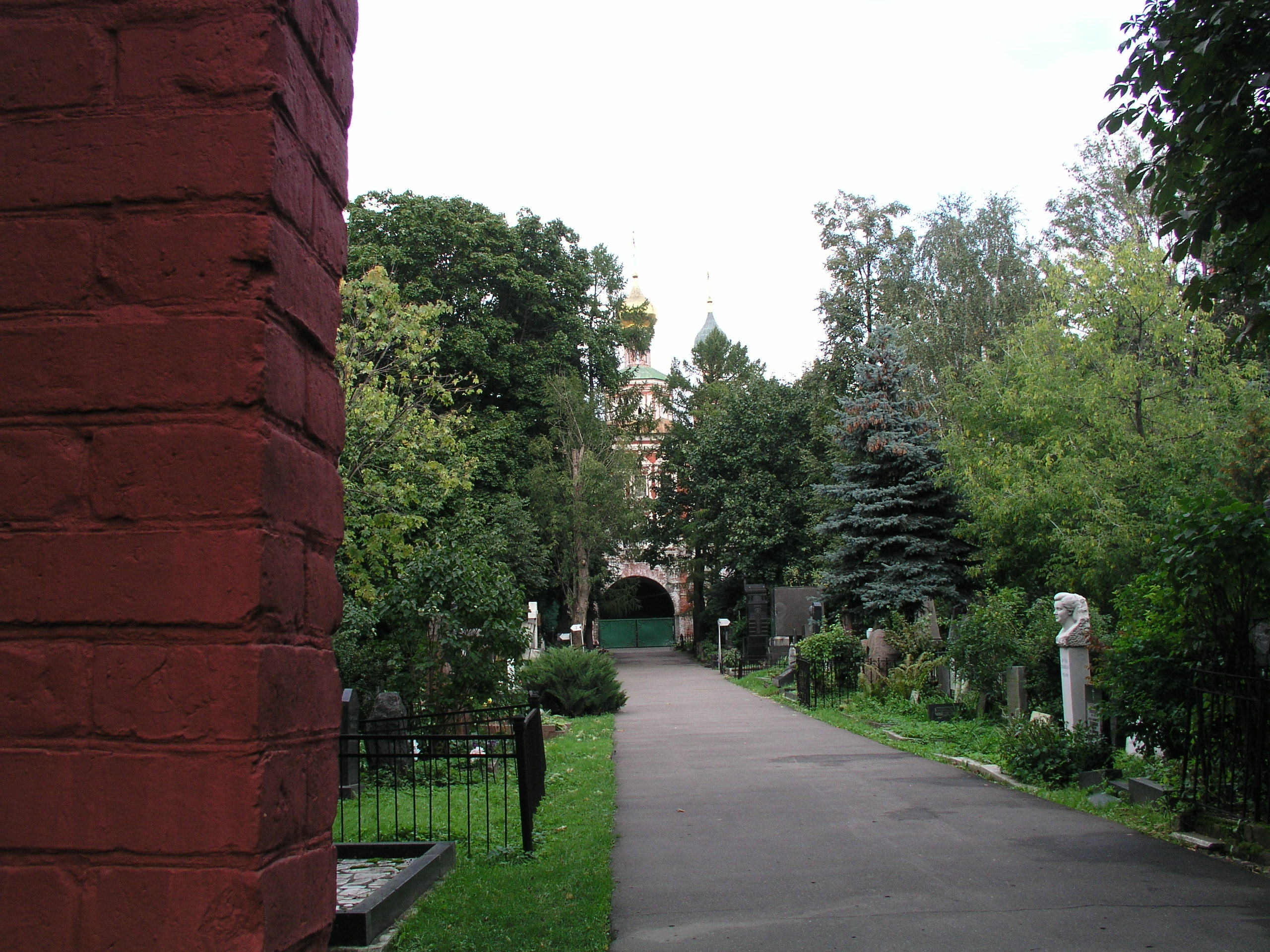
Ein Hauptweg auf dem Nowodewitschi-Friedhof mit Blick auf ein Gebäude des gleichnamigen Klosters

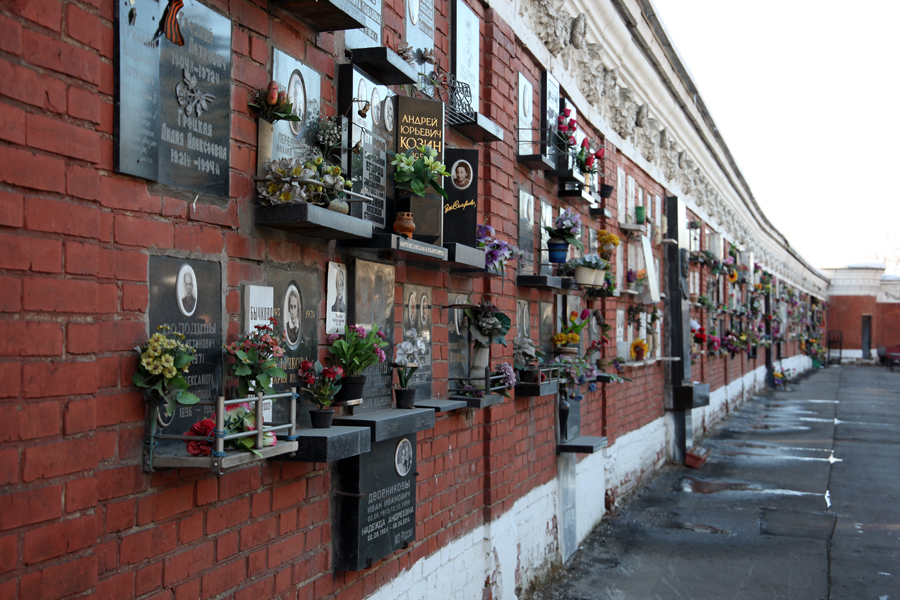
Kolumbarium in der Friedhofsmauer

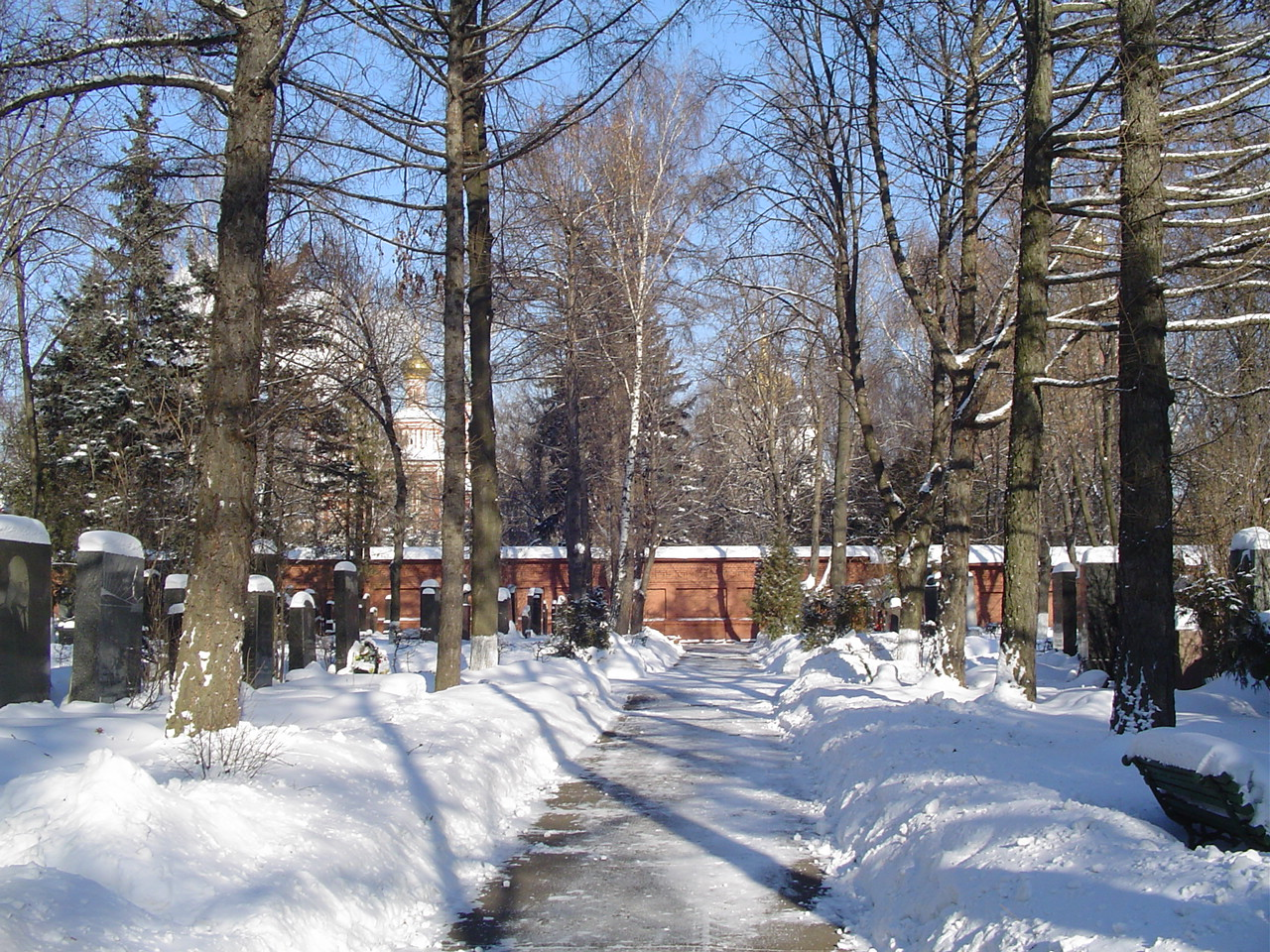
Der Friedhof im Winter

Der Nowodewitschi-Friedhof (russisch Новоде́вичье кла́дбище (Nowodewitschje Kladbischtsche), zu Deutsch „Neujungfrauenfriedhof“) ist einer der bekanntesten Ehrenfriedhöfe in Russland. Er liegt am südwestlichen Ende des Zentralen Verwaltungsbezirks von Moskau am linken Ufer der Moskwa. Seinen Namen verdankt er dem zum UNESCO-Welterbe zählenden Nowodewitschi-Kloster, vor dessen Mauern er liegt.

## Geschichte
Das im Jahr 1524 auf Veranlassung des Großfürsten von Moskau Wassili III. gegründete Neujungfrauenkloster besaß auf seinem Gebiet einen Kirchhof, der im Laufe der Zeit zu einem Begräbnisplatz der Oberschicht wurde. Zunächst wurde hauptsächlich der Moskauer Adel und Klerus hier beerdigt, später zunehmend auch Kaufleute, Professoren, Feldherren und Künstler. 1898 erhielt das Kloster zu Bestattungszwecken ein neues Gelände südlich der bisherigen Klostermauer und in den folgenden Jahren eine eigene Mauer. 1949 wurde der Friedhof erneut erweitert.
Seit Sowjetzeiten ist der Nowodewitschi-Friedhof ein reiner Ehrenfriedhof, auf ihm werden also nur Ehrenbürger wie beispielsweise bedeutende Politiker, Künstler, Wissenschaftler oder Militärangehörige beerdigt. Wegen des überhandnehmenden Besucherstroms und beginnendem Vandalismus (der Kopf des Chruschtschow-Grabmals soll umgeworfen worden sein) hatte die Moskauer Verwaltung um 1980 angeordnet, nur noch Angehörigen den Zugang zum Friedhof zu gestatten. Die so ausgesperrten in- und ausländischen Besucher kritisierten die Schließung für die Allgemeinheit mit den Hinweisen, dass „... nun sogar noch nach dem Tode die Privilegien einiger Gruppierungen der Gesellschaft fortwirkten“. Das führte dazu, dass es bald wieder Zutritt für jedermann gab, allerdings bei gekürzten Öffnungszeiten.
Als Begräbnisplatz wird heute nur noch das Friedhofsgelände außerhalb der Klostermauern genutzt. Der alte Kirchhof auf dem Klosterareal (die sogenannte Nekropolis des Neujungfrauenklosters) ist bis heute erhalten geblieben, dort finden aber ausschließlich die Vorsteherinnen des Klosters ihre letzte Ruhe. Bei der Reaktivierung des Klosters in den 1990er-Jahren wurden aber auch bereits vorhandene Grabstätten freigelegt.
Insgesamt liegen über 27.000 Tote auf dem Nowodewitschi-Friedhof begraben. Neben Gräbern befinden sich in den alten und neuen Friedhofsmauern Kolumbarien.
Aufgrund der mehrmaligen Erweiterung des Friedhofareals werden die folgenden Teile unterschieden: (a) „Altes Territorium“ (Reihen 1 bis 4), (b) „Neues Territorium“ (Reihen 5–8), (c) „Neuestes Territorium“ (Reihen 9–11).

## Gräber prominenter Personen

### A–F

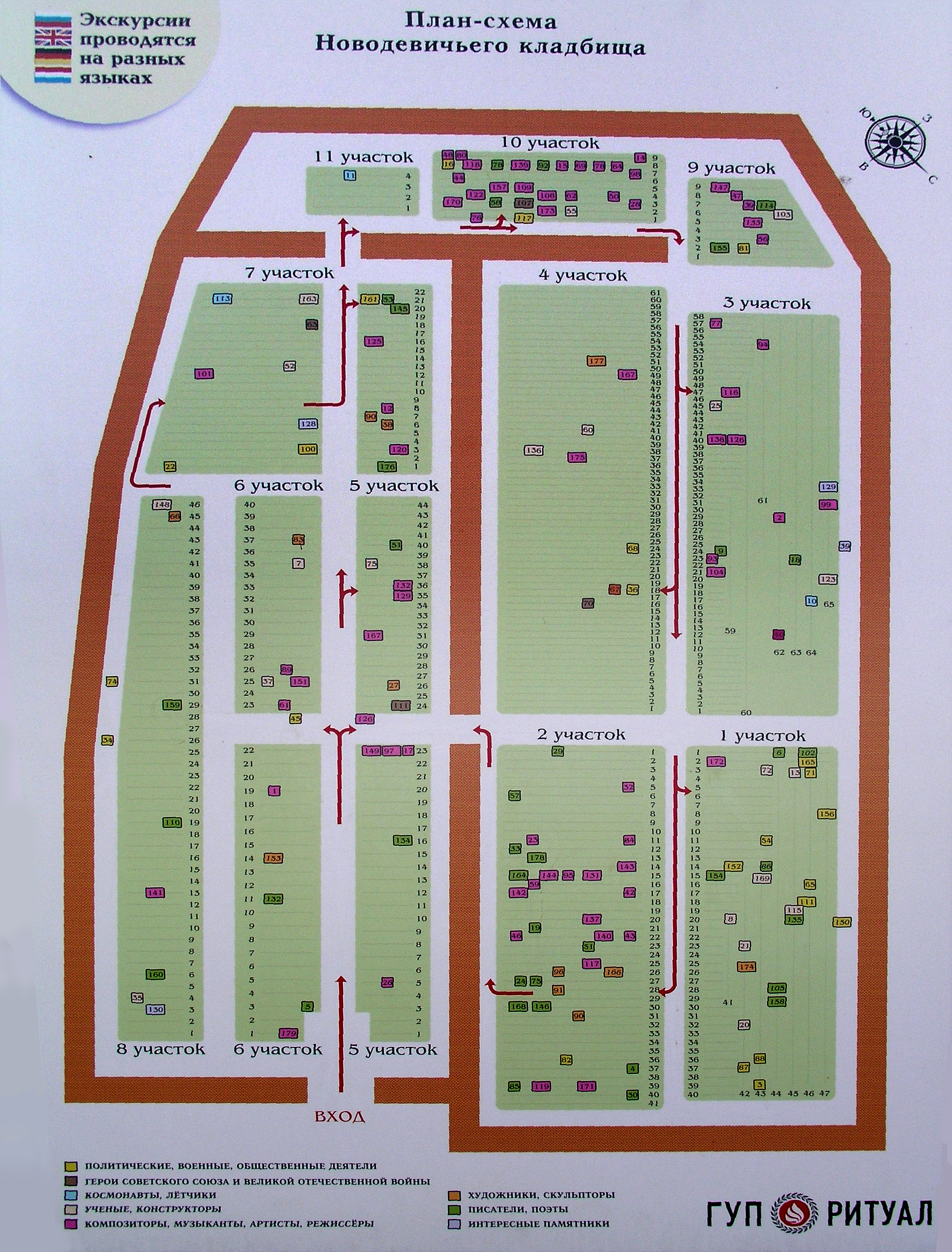
Offizieller Plan des Friedhofs

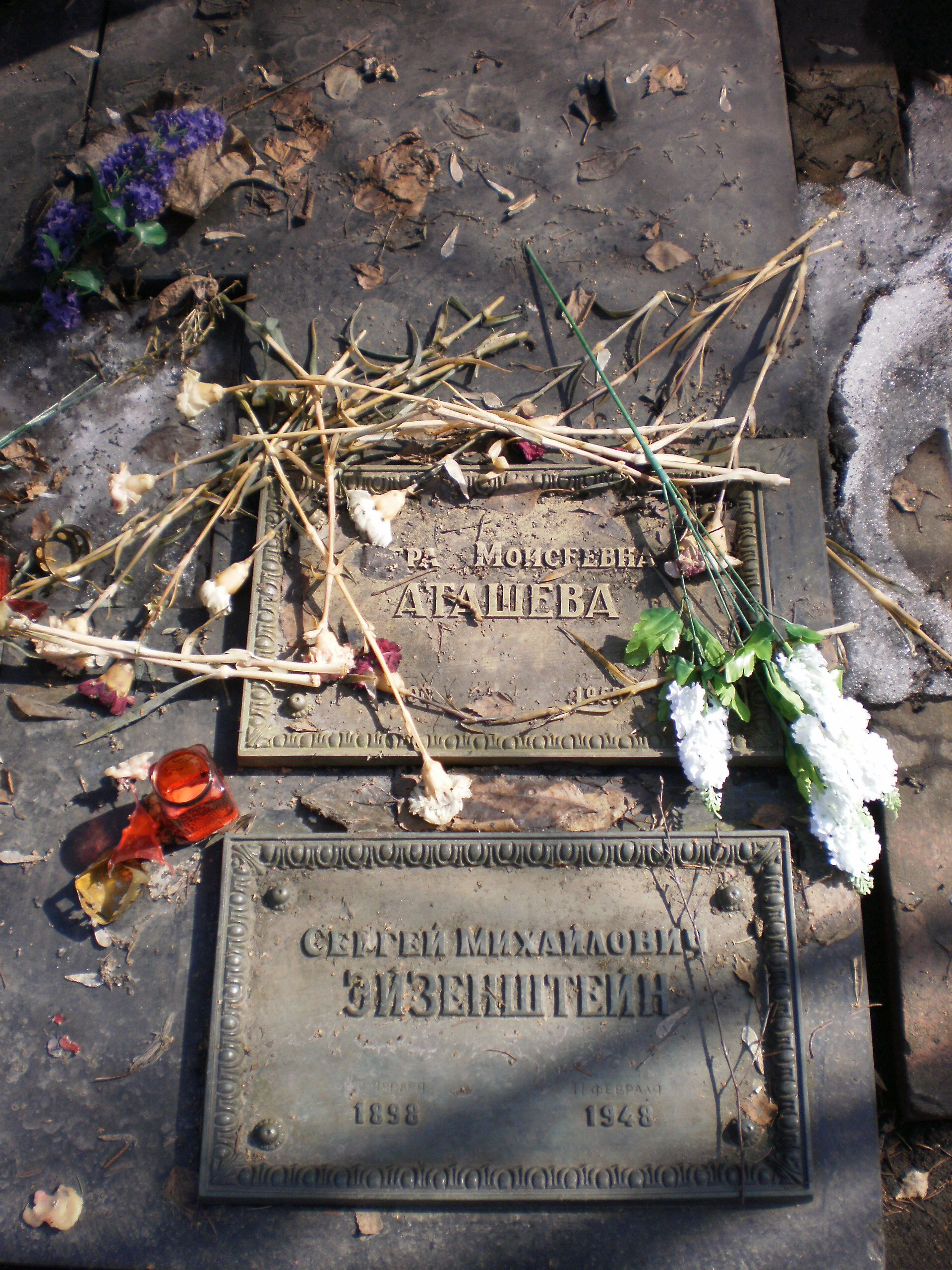
Grabstätte Sergei Eisensteins

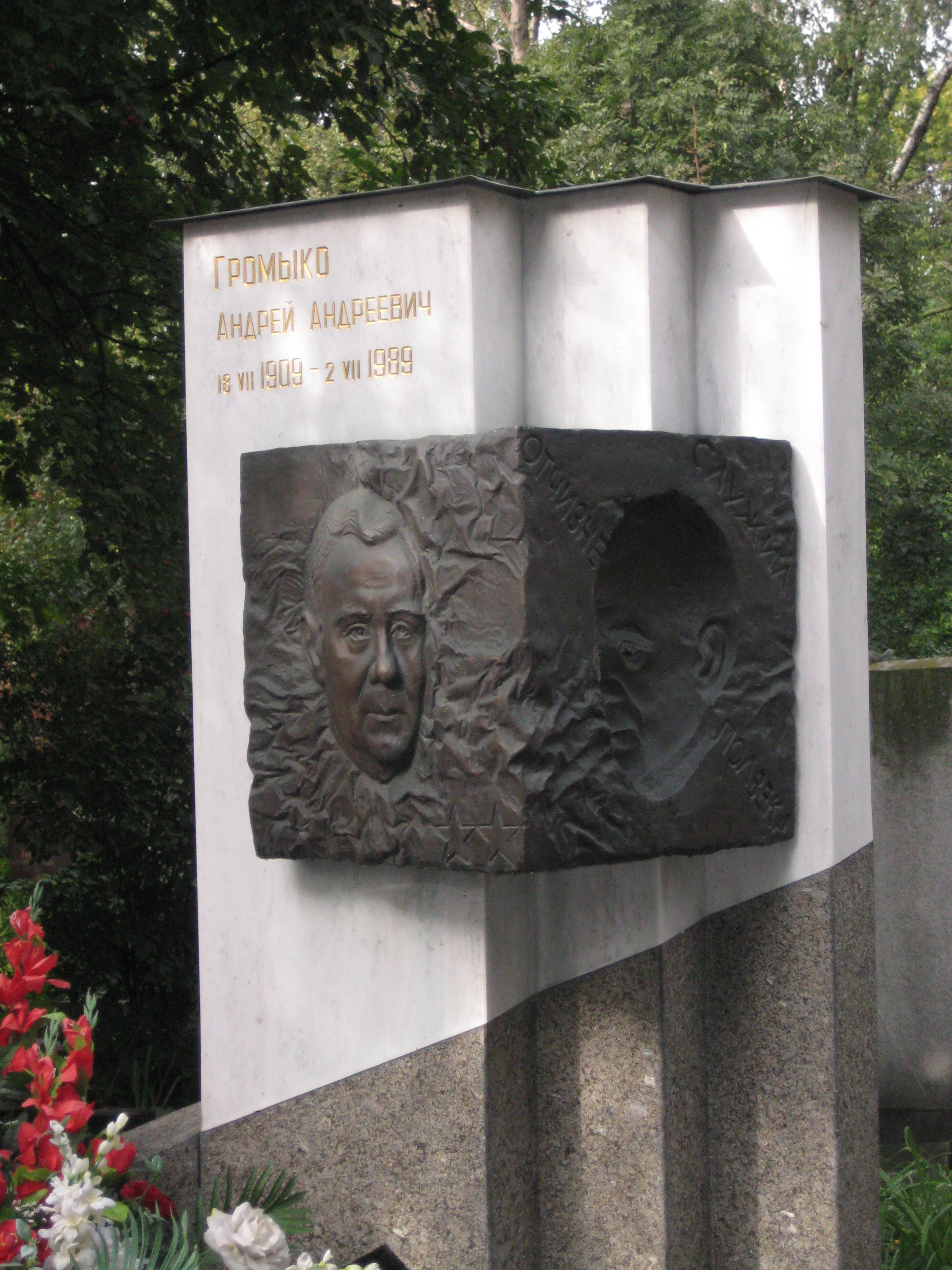
Andrei Gromykos Grabmal

- Jewgeni Abalakow (1907–1948), Bergsteiger
- Nikolai Abelman (1887–1918), Revolutionär
- Alexander Afinogenow (1904–1941), Dramatiker
- Sergei Aksakow (1791–1859), Schriftsteller
- Alexei Aleljuchin (1920–1990), Generalmajor
- Alexander Alexandrow (1883–1946), Komponist
- Grigori Alexandrow (1903–1983), Filmregisseur
- Abram Alichanow (1904–1970), Physiker
- Nadeschda Allilujewa (1901–1932), Josef Stalins Ehefrau
- Wassili Altfater (1883–1919), Admiral
- Sergei Alymow (1892–1948), Dichter
- Andrei Andrejew (1895–1971), Politiker
- Daniil Andrejew (1906–1959), Schriftsteller
- Sergei Anochin (1910–1986), Testpilot
- Leonid Anulow (1897–1974), Agent
- Alexander Archangelski (1892–1978), Flugzeugkonstrukteur
- Irina Archipowa (1925–2010), Opernsängerin
- Awerki Aristow (1903–1973), Politiker und Diplomat
- Wladimir Arnold (1937–2010), Mathematiker
- Lew Arzimowitsch (1909–1973), Physiker
- Wassili Aschajew (1915–1968), Schriftsteller
- Boris Assafjew (1884–1949), Komponist
- Nikolai Assejew (1889–1963), Dichter
- Georgi Babakin (1914–1971), Raumfahrtingenieur
- Boris Babotschkin (1904–1975), Schauspieler und Regisseur
- Alexei Nikolajewitsch Bach (1857–1946), Revolutionär und Chemiker
- Alexander Bachtin (1885–1963), Generalleutnant
- Alexei Badajew (1883–1951), Politiker
- Nikolai Baibakow (1911–2008), Politiker
- Georgi Baidukow (1907–1994), Pilot
- Nikolai Baranski (1881–1963), Wirtschaftswissenschaftler und Geograph[1]
- Iwan Bardin (1883–1960), Archäologe, Ingenieur, Vizepräsident der Akademie der Wissenschaften der UdSSR
- Agnija Barto (1906–1981), Dichterin
- Nikolai Batalow (1899–1937), Schauspieler
- Pawel Batizki (1910–1984), Marschall der Sowjetunion
- Demjan Bedny (1883–1945), Dichter
- Nikolai Beljajew (1903–1966), Politiker
- Pawel Beljajew (1925–1970), Kosmonaut
- Alexander Beljakow (1897–1982), Pilot
- Rostislaw Apollossowitsch Beljakow (1919–2014), Flugzeugkonstrukteur
- Andrei Bely (1880–1934), Dichter
- Georgi Beregowoi (1921–1995), Kosmonaut
- Jewgeni Berens (1876–1928), Admiral
- Aksel Berg (1893–1979), Wissenschaftler und Marineoffizier
- Nikolai Bersarin (1904–1945), Generaloberst, 1945 Stadtkommandant von Berlin
- Natalja Bessmertnowa (1941–2008), Ballerina
- Alexander Besymenski (1898–1973), Dichter
- Serafima Birman (1890–1976), Schauspielerin und Regisseurin
- Nikolai Blagin (1899–1935), Pilot
- Jekaterina Blinowa (1906–1981), Geophysikerin und Meteorologin
- Jewgeni Blisnjak (1881–1958), Hydrologe
- Nikita Bogoslowski (1913–2004), Komponist
- Sergei Bondartschuk (1920–1994), Filmregisseur und Schauspieler
- Wladimir Bontsch-Brujewitsch (1873–1955), Schriftsteller
- Artjom Borowik (1960–2000), Journalist und Unternehmer
- Jewgenija Bosch (1879–1925), Revolutionärin
- Michail Botwinnik (1911–1995), Schachweltmeister
- Ossip Brik (1888–1945), Schriftsteller und Literaturkritiker
- Waleri Brjussow (1873–1924), Schriftsteller
- Serafima Brjussowa (1895–1958), Neurochirurgin
- Leonid Bronewoi (1928–2017), Schauspieler
- Waleri Brumel (1942–2003), Leichtathlet, Hochspringer
- Michail Bulgakow (1891–1940), Schriftsteller
- Nikolai Bulganin (1895–1975), Politiker
- Nikolai Burdenko (1876–1946), Chirurg
- Rolan Bykow (1929–1998), Filmregisseur
- Juli Chariton (1904–1996), Physiker
- Walentina Chetagurowa (1914–1992), Komsomol-Aktivistin
- Welimir Chlebnikow* (1885–1922), Dichter
- Alexei Chomjakow* (1804–1860), Philosoph
- Nikita Chruschtschow (1894–1971), Staatschef der UdSSR
- Alexander Deineka (1899–1969), Maler
- Alexei Diki (1889–1955), Schauspieler und Regisseur
- Wladimir Domogazki (1876–1939), Bildhauer
- Mark Donskoi (1901–1981), Filmregisseur
- Oleksandr Dowschenko (1894–1956), Filmregisseur
- Jelisaweta Drabkina (1901–1974), Revolutionärin, Hochschullehrerin und Schriftstellerin
- Dawid Dragunski (1910–1992), Armeegeneral
- Fjodor Druschinin (1932–2007), Musiker und Komponist
- Isaak Dunajewski (1900–1955), Komponist
- Natalja Durowa (1934–2007), Artistin, Dompteurin und Schriftstellerin
- Ilja Ehrenburg (1891–1967), Schriftsteller und Journalist
- Gabriel El-Registan (1899–1945), Dichter
- Sergei Eisenstein (1898–1948), Filmregisseur
- Xenija Erdeli (1878–1971), Harfenistin und Hochschullehrerin
- Alexander Fadejew (1901–1956), Schriftsteller
- Andrei Faidysch-Krandijewski (1920–1967), Bildhauer
- Wladimir Faworski (1886–1964), Maler
- Konstantin Fedin (1892–1977), Schriftsteller
- Wladimir Fedotow (1943–2009), Fußballspieler und -trainer
- Alexander Fersmann* (1883–1945), russisch-sowjetischer Naturwissenschaftler[1]
- Wera Figner (1852–1942), Revolutionärin
- Iwan Fomin (1872–1936), Architekt
- Dmitri Furmanow (1891–1926), Schriftsteller
- Jekaterina Furzewa (1910–1974), Politikerin

### G–L

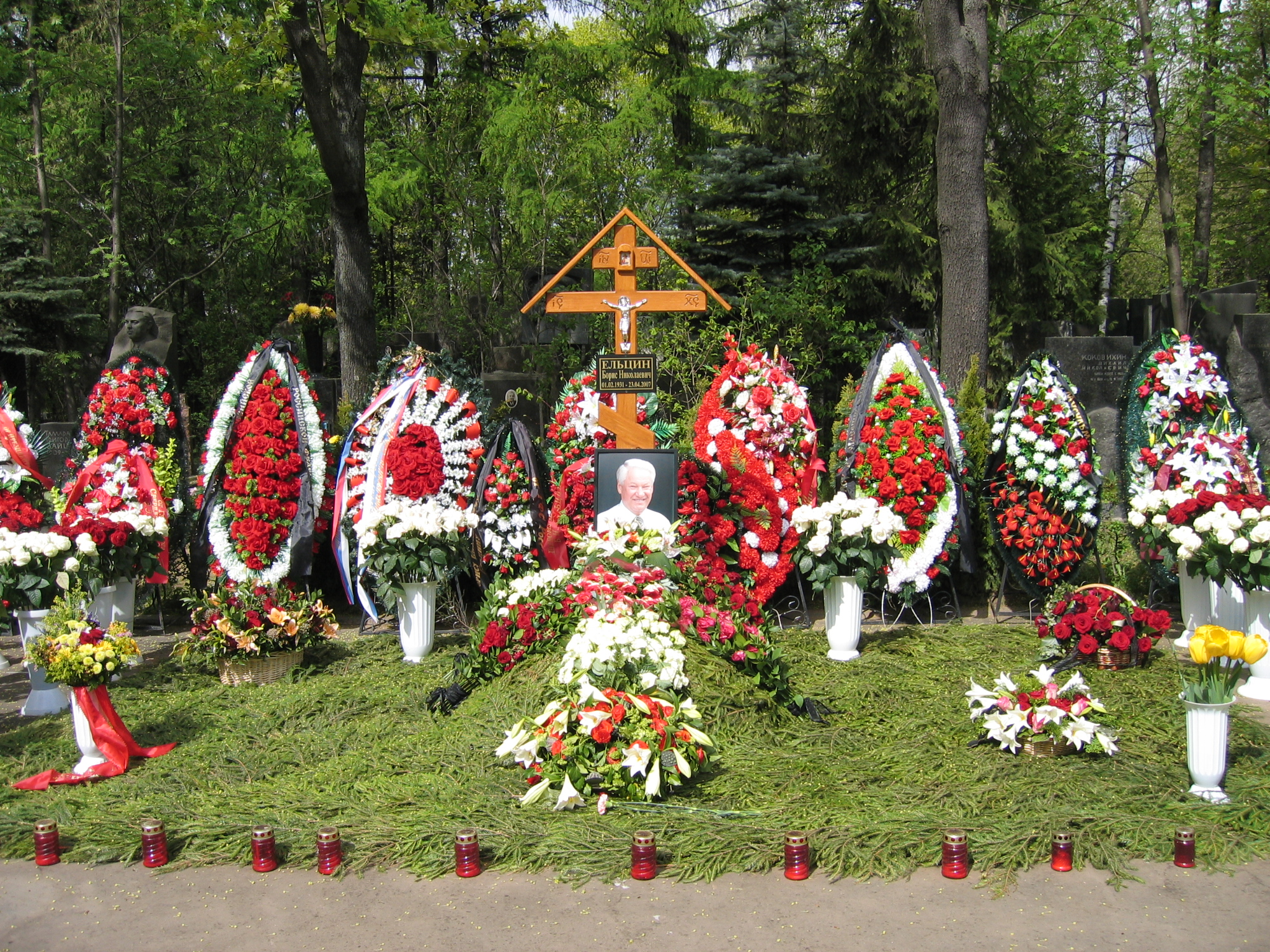
Grab Boris Jelzins (2007, kurz nach der Beerdigung)

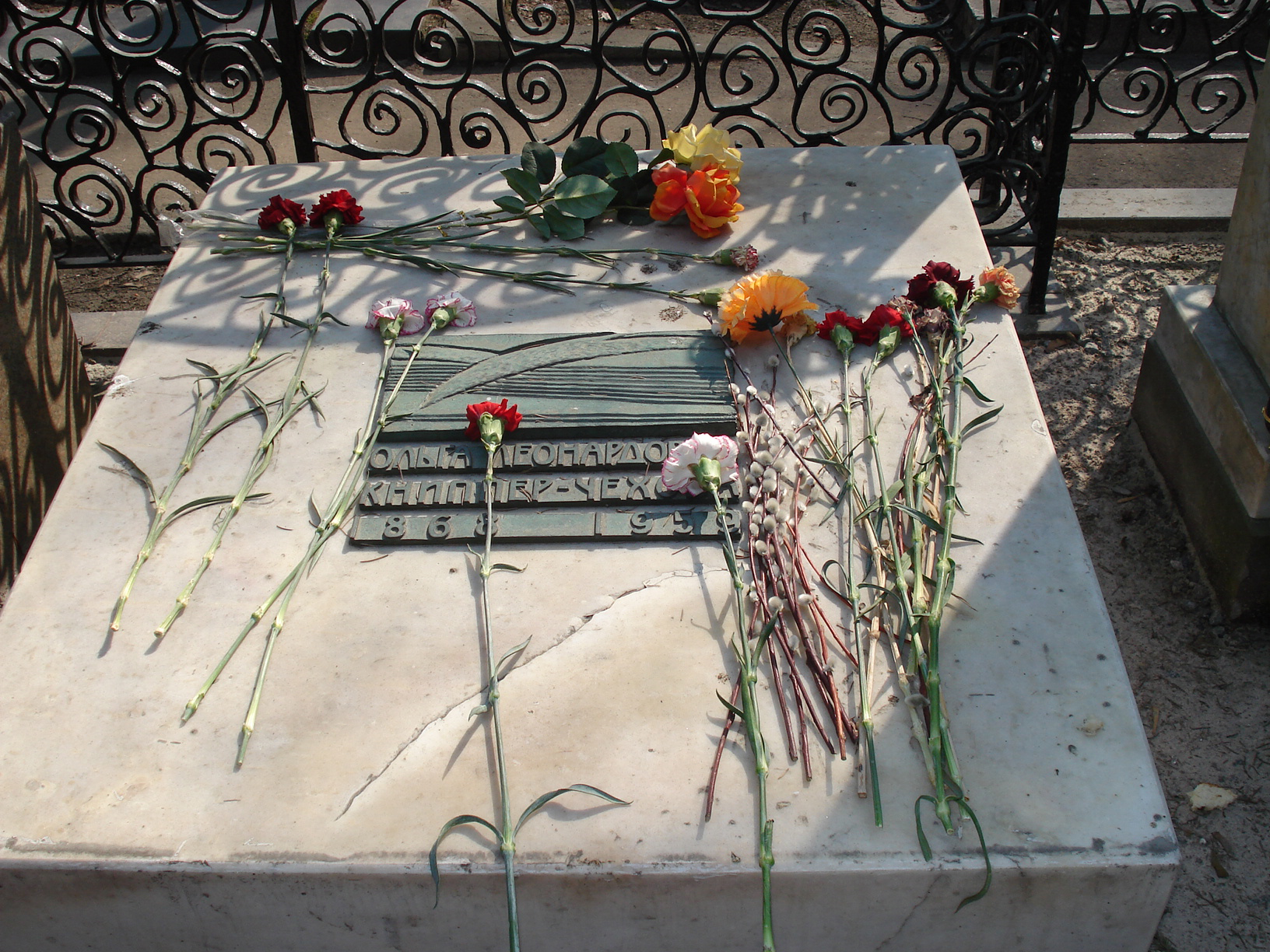
Grab von Olga Knipper-Tschechowa

- Jegor Gaidar (1956–2009), Ökonom und Politiker
- Samuil Galkin (1897–1960), Dichter
- Juri Alexandrowitsch Garnajew (1917–1967), Testpilot
- Micheil Gelowani (1893–1956), Schauspieler und Regisseur
- Alexander Gerassimow (1881–1963), Maler
- Sergei Appolinarijewitsch Gerassimow (1906–1985), Regisseur und Schauspieler
- Sergei Wassiljewitsch Gerassimow (1885–1964), Maler
- Emil Gilels (1916–1985), Pianist
- Wladimir Giljarowski (1855–1935), Schriftsteller
- Witali Ginsburg (1916–2009), Physiker
- Fjodor Gladkow (1883–1958), Schriftsteller
- Reinhold Glière (1875–1956), Komponist
- Walentin Gluschko (1908–1989), Raketenkonstrukteur
- Michail Gnessin (1883–1957), Komponist
- Jelena Gnessina (1874–1967), Komponistin
- Nikolai Gogol* (1809–1852), Schriftsteller
- Filipp Golikow (1900–1980), Marschall der Sowjetunion
- Alexander Gorbatow (1891–1973), Armeegeneral und Held der Sowjetunion
- Michail Gorbatschow (1931–2022), Generalsekretär des Zentralkomitees der Kommunistischen Partei der Sowjetunion (KPdSU), Staatspräsident der Sowjetunion
- Raissa Gorbatschowa (1932–1999), Ehefrau von Michail Gorbatschow
- Sergei Gorschkow (1910–1988), Flottenadmiral
- Igor Grabar (1871–1960), Maler
- Wassili Grabin (1900–1980), Artilleriekonstrukteur
- Alexei Gribow (1902–1977), Schauspieler und Synchronsprecher
- Dmitri Grigorowitsch (1883–1938), Flugzeugkonstrukteur
- Wiktor Grischin (1914–1992), Politiker
- Lilija Grizenko (1917–1989), Schauspielerin und Sängerin
- Nikolai Grizenko (1912–1979), Schauspieler
- Michail Gromow (1899–1985), Pilot
- Andrei Gromyko (1909–1989), Politiker
- Andrej Alexandrowitsch Guber (1900–1970), Kunstwissenschaftler
- Iwan Gubkin (1871–1939), Geologe
- Alexander Guljajew (1908–1998), Schachgroßmeister
- Ljudmila Gurtschenko (1935–2011), Schauspielerin
- Nâzım Hikmet (1902–1963), Dichter
- Dmitri Hvorostovsky (1962–2017), Opernsänger (Bariton)
- Semjon Ignatjew (1904–1983), Politiker
- Konstantin Igumnow (1873–1948), Komponist und Musiker
- Ilja Ilf (1897–1937), Schriftsteller
- Ewald Iljenkow (1924–1979), Philosoph
- Igor Iljinski (1901–1987), Schauspieler und Regisseur
- Sergei Iljuschin (1894–1977), Flugzeugkonstrukteur
- Boris Iofan (1891–1976), Architekt
- Michail Ippolitow-Iwanow (1859–1935), Komponist und Dirigent
- Iwan Issakow (1894–1967), Admiral
- Michail Issakowski (1900–1973), Dichter
- Semjon Iwanow (1907–1993), Armeegeneral und Held der Sowjetunion
- Wsewolod Iwanow (1895–1963), Schriftsteller
- Jewgeni Iwanowski (1918–1991), Armeegeneral
- Alexander Jakowlew (1906–1989), Flugzeugkonstrukteur
- Jegor Jakowlew (1930–2005), Schriftsteller und Journalist
- Michail Jangel (1911–1971), Raketeningenieur
- Oleg Jankowski (1944–2009), Schauspieler
- Nikolai Jasykow* (1803–1847), Dichter
- Boris Jefimow (1900–2008), Karikaturist
- Boris Jelzin (1931–2007), erster Präsident Russlands
- Marija Jermolowa* (1853–1928), Schauspielerin
- Jewgeni Jewstignejew (1926–1992), Schauspieler
- Lidija Jewtjuchowa (1903–1974), Prähistorikerin
- Sergei Judin (1891–1954), Chirurg
- Konstantin Juon (1875–1958), Maler
- Boris Jurjew (1889–1957), Hubschrauberkonstrukteur
- Sergei Jutkewitsch (1904–1985), Filmregisseur
- Dmitri Kabalewski (1904–1987), Komponist
- Lasar Kaganowitsch (1893–1991), Politiker
- Michail Kalatosow (1903–1973), Filmregisseur
- Nikolai Kamow (1902–1973), Hubschrauberkonstrukteur
- Leonid Kantorowitsch (1912–1986), Wirtschaftswissenschaftler
- Pjotr Kapiza (1894–1984), Physiker
- Roman Karmen (1906–1978), Kameramann
- Wladimir Kassatonow (1910–1989), Flottenadmiral
- Lew Kassil (1905–1970), Schriftsteller
- Alexander Dmitrijewitsch Kastalski (1856–1926), Komponist
- Walentin Katajew (1897–1986), Schriftsteller
- Wassili Katschalow (1875–1948), Schauspieler
- Michail Katukow (1900–1976), Armeegeneral
- Bonifati Kedrow (1903–1985), Philosoph
- Lew Kerbel (1917–2003), Bildhauer
- Alexander Kibalnikow (1912–1987), Bildhauer
- Isaak Kikoin (1908–1984), Physiker
- Igor Kio (1944–2006), Zauberkünstler
- Wladimir Kirillin (1913–1999), Physiker und Hochschullehrer
- Sergei Kisseljow (1905–1962), Archäologe und Historiker
- Wladimir Klimow (1892–1962), Triebwerkskonstrukteur
- Olga Knipper-Tschechowa (1868–1959), Schauspielerin
- Leonid Kogan (1924–1982), Musiker
- Wladimir Kokkinaki (1904–1985), Testpilot und Held der Sowjetunion
- Alexandra Kollontai (1872–1952), Revolutionärin
- Andrei Kolmogorow (1903–1987), Mathematiker
- Wladimir Komarow (1869–1945), Botaniker
- Sergei Konjonkow (1874–1971), Bildhauer
- Esfir Konjus (1896–1964), Kinderärztin, Hygienikerin und Hochschullehrerin
- Pawel Korin (1892–1967), Maler
- Iwan Koschedub (1920–1991), Pilot
- Pjotr Koschewoi (1904–1976), Marschall der Sowjetunion
- Iwan Koslowski (1900–1993), Opernsänger
- Soja Kosmodemjanskaja* (1923–1941), Partisanin und Heldin der Sowjetunion
- Gleb Kotelnikow (1872–1944), Erfinder
- Ernst Krenkel (1903–1971), Polarforscher
- Pjotr Kropotkin (1842–1921), Anarchist
- Porfiri Krylow (1902–1990), Zeichner und Karikaturist, einer der drei Kukryniksy
- Wiktor Kulebakin (1891–1970), Elektroingenieur, Kybernetiker und Hochschullehrer
- Lew Kuleschow (1899–1970), Regisseur
- Michail Kuprijanow (1903–1991), Zeichner und Karikaturist, einer der drei Kukryniksy
- Semjon Kurkotkin (1917–1990), Marschall der Sowjetunion
- Anatoli Kusnezow (1930–2014), Schauspieler
- Nikolai Kusnezow (1904–1974), Flottenadmiral
- Wassili Kusnezow (1901–1990), Politiker
- Marina Ladynina (1908–2003), Schauspielerin
- Alexander Laktionow (1910–1972), Maler
- Lew Landau (1908–1968), Physiker
- Jewgeni Lansere (1875–1946), Maler
- Semjon Lawotschkin (1900–1960), Flugzeugkonstrukteur
- Boris Lawrenjow (1891–1959), Schriftsteller
- Alexander Lebed (1950–2002), Armeegeneral und Politiker
- Pjotr Lebedew (1866–1912), Physiker
- Sergei Lebedew (1902–1974), Elektrotechniker und Computerpionier
- Wassili Lebedew-Kumatsch (1898–1949), Dichter
- Pawel Lebedew-Poljanski (1882–1948), Literaturkritiker
- Waleri Legassow (1936–1988), Chemiker, Leiter der Untersuchungskommission zur Katastrophe von Tschernobyl
- Sergei Lemeschew (1902–1977), Opernsänger
- Olga Lenskaja (1909–1976), Schauspielerin
- Leonid Leonidow (1873–1941), Schauspieler und Regisseur
- Jewgeni Leonow (1926–1994), Schauspieler
- Leonid Leonow (1899–1994), Schriftsteller
- Isaak Lewitan* (1860–1900), Maler
- Maxim Litwinow (1876–1951), Politiker
- Anatoli Ljapidewski (1908–1983), Pilot
- Archip Ljulka (1908–1984), Strahltriebwerkskonstrukteur
- Anton Lopatin (1897–1965), Generalleutnant Held der Sowjetunion
- Michail Lukin (1892–1970), General im Zweiten Weltkrieg
- Lilianna Lungina (1920–1998), Literaturübersetzerin
- Juri Luschkow (1936–2019), Politiker

### M–R

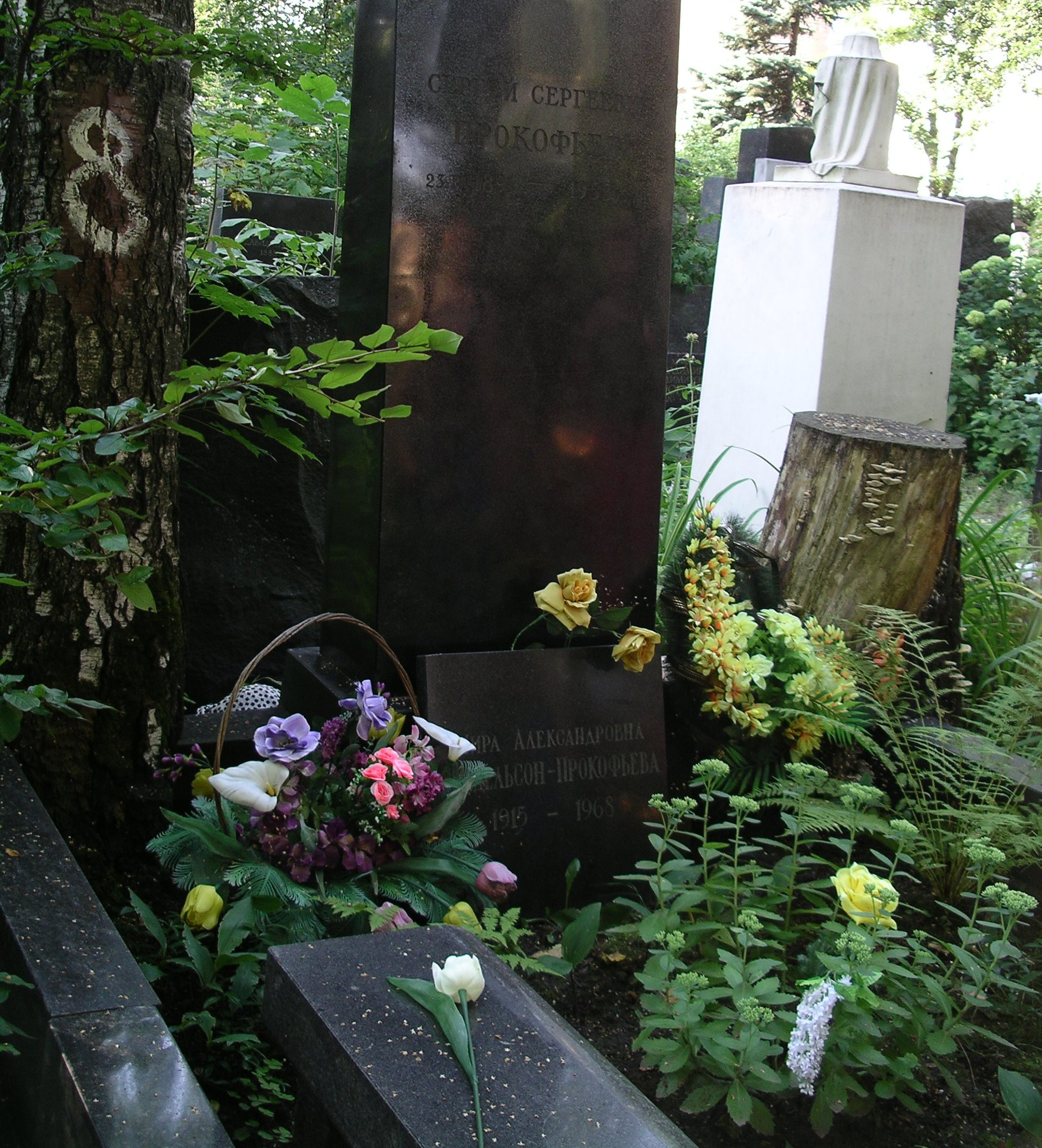
Grab Sergei Prokofjews

- Iwan Maiski (1884–1975), Diplomat und Historiker
- Wladimir Majakowski* (1893–1930), Dichter
- Anton Makarenko (1888–1939), Pädagoge
- Jakow Malik (1906–1980), Diplomat und Politiker
- Matwei Maniser (1891–1966), Bildhauer, u. a. Lenindenkmal (Eisleben)
- Adolf Marks (1838–1904), deutscher Zeitschriftenverleger
- Alexei Maressjew (1916–2001), Pilot
- Wassili Margelow (1909–1990), Armeegeneral der sowjetischen Luftlandetruppen
- Samuil Marschak (1887–1964), Kinderbuchautor
- Ludwig Christian Karl Alexander Martens (1875–1948), Revolutionär und Diplomat
- Pawel Massalski (1904–1979), Schauspieler und Schauspiellehrer
- Jekaterina Maximowa (1939–2009), Balletttänzerin
- Sergei Merkurow (1881–1952), Bildhauer[1]
- Maxim Michailow (1893–1971), Opernsänger und Schauspieler
- Sergei Michalkow (1913–2009), Dichter und Kinderbuchautor
- Arkadi Migdal (1911–1991), theoretischer Physiker
- Anastas Mikojan (1895–1978), Politiker
- Artjom Mikojan (1905–1970), Flugzeugkonstrukteur
- Alexander Mikulin (1895–1985), Triebwerkskonstrukteur
- Michail Mil (1909–1970), Hubschrauberkonstrukteur
- Wladimir Mitkewitsch (1872–1951), Elektroingenieur und Hochschullehrer
- Nikolai Mjaskowski (1881–1950), Komponist
- Wladimir Mjassischtschew (1902–1978), Flugzeugkonstrukteur
- Aschot Mndojantsch (1910–1966), Architekt
- Igor Moissejew (1906–2007), Balletttänzer und Choreograf
- Wjatscheslaw Molotow (1890–1986), Politiker
- Kirill Moskalenko (1902–1985), Marschall der Sowjetunion
- Wera Muchina (1889–1953), Bildhauerin
- Wano Muradeli (1908–1970), Komponist
- Ninel Myschkowa (1926–2003), Schauspielerin[3]
- Wladimir Nefjodow (1926–1958), Testpilot
- Georgi Nelepp (1904–1957), Opernsänger
- Wladimir Nemirowitsch-Dantschenko (1858–1943), Theaterregisseur
- Michail Nesterow (1862–1942), Maler
- Miliza Netschkina (1901–1985), sowjetische Historikerin und Hochschullehrerin
- Heinrich Neuhaus (1888–1964), Pianist
- Stanislaw Neuhaus (1927–1980), Pianist
- Nikolai Nikitin (1907–1973), Architekt
- Tatjana Nikolajewa (1924–1993), Pianistin
- Juri Nikulin (1921–1997), Clown und Schauspieler
- Alexander Nowikow (1900–1976), Armeegeneral
- Alexei Nowikow-Priboi (1877–1944), Schriftsteller
- Lew Oborin (1907–1974), Pianist
- Sergei Obraszow (1901–1992), Puppenspieler
- Wladimir Obrutschew (1863–1956), Geologe und Geograph
- Nikolai Ochlopkow (1900–1967), Schauspieler und Regisseur
- Nikolai Ogarjow* (1813–1877), Dichter
- Nikolai Ogarkow (1917–1994), Marschall der Sowjetunion
- Dawid Oistrach (1908–1974), Musiker
- Igor Oistrach (1931–2021), Musiker
- Juri Olescha (1899–1960), Schriftsteller und Dramatiker
- Alexander Oparin (1894–1980), Biochemiker
- Ljubow Orlowa (1902–1975), Schauspielerin
- Sergei Oschegow (1900–1964), Sprachwissenschaftler
- Nikolai Ostrowski (1904–1936), Schriftsteller
- Iwan Panfilow (1893–1941), Armeegeneral
- Iwan Papanin (1894–1986), Polarforscher
- Anatoli Papanow (1922–1987), Schauspieler
- Walentin Parnach (1891–1951), Choreograf
- Ljudmila Pawlitschenko (1916–1974), Scharfschützin
- Michail Perwuchin (1904–1978), Politiker
- Jekaterina Peschkowa (1876–1965), Menschenrechtlerin und erste Frau Maxim Gorkis
- Boris Petrow (1913–1980), Kybernetiker
- Iwan Petrow (1896–1958), General
- Iwan Petrowski (1901–1973), Mathematiker
- Alexei Pleschtschejew (1825–1893), Dichter
- Rostislaw Pljatt (1908–1989), Schauspieler
- Nikolai Podgorny (1903–1983), Politiker
- Nikolai Pogodin (1900–1962), Dramatiker
- Dmitri Pokrass (1899–1978), Komponist
- Alexander Pokryschkin (1913–1985), Pilot
- Boris Polewoi (1908–1981), Journalist und Schriftsteller
- Nikolai Polikarpow (1892–1944), Flugzeugkonstrukteur
- Markian Popow (1902–1969), Armeegeneral
- Nina Popowa (1908–1994), Parteifunktionärin und Politikerin
- Alexander Poskrjobyschew (1891–1965), Sekretär Stalins
- Alexander Prochorow (1916–2002), Physiker, Nobelpreisträger
- Sergei Prokofjew (1891–1953), Komponist
- Lawr Proskurjakow (1858–1926), Brückenbau-Ingenieur und Hochschullehrer
- Jakow Protasanow (1881–1945), Filmregisseur
- Alexander Ptuschko (1900–1973), Filmregisseur
- Wsewolod Pudowkin (1893–1953), Filmregisseur
- Georgi Puschkin (1909–1963), Diplomat und Politiker
- Iwan Pyrjew (1901–1968), Filmregisseur
- Wjatscheslaw Ragosin (1908–1962), Schach-Großmeister
- Arkadi Raikin (1911–1987), Schauspieler und Satiriker
- Boris Rauschenbach (1915–2001), Physiker, Mitbegründer der sowjetischen Raumfahrt
- Swjatoslaw Richter (1915–1997), Musiker
- Jekaterina Rjabowa (1921–1974), Navigatorin, Physikerin und Hochschullehrerin
- Eldar Rjasanow (1927–2015), Filmregisseur
- Alexander Rodimzew (1905–1977), Generaloberst der Sowjetunion
- Alexei Rodin (1902–1955), Generaloberst der Sowjetunion
- Panteleimon Romanow (1884–1938), Schriftsteller
- Michail Romm (1901–1971), Filmregisseur
- Mstislaw Rostropowitsch (1927–2007), Musiker
- Nikolai Rubinstein (1835–1881), Musiker
- Roman Rudenko (1907–1981), Generalstaatsanwalt der UdSSR
- Lew Rudnew (1885–1956), Architekt
- Lydia Ruslanowa (1900–1973), Sängerin
- Pawel Rybalko (1894–1948), Marschall der Sowjetunion

### S
- Nikolai Sabolozki (1903–1958), Dichter
- Jelena Saklinskaja (1910–1989), Geologin und Palynologin
- Samuil Samossud (1884–1964), Dirigent
- Igor Sawtschenko (1906–1950), Filmregisseur und Drehbuchautor
- Natalija Saz (1903–1993), Theaterregisseurin
- Iwan Schadr (1887–1941), Maler und Bildhauer
- Fjodor Schaljapin* (1873–1938), Opernsänger
- Juri Schaporin (1887–1966), Komponist
- Inessa Scharowa (1931–2021), Entomologin und Hochschullehrerin
- Wissarion Schebalin (1902–1963), Komponist
- Alexander Schelepin (1918–1994), Politiker
- Polina Schemtschuschina (1897–1970), Politikerin
- Dmitri Schepilow (1905–1995), Politiker
- Wladimir Schirinowski (1946–2022), Politiker
- Pjotr Schirschow (1905–1953), Politiker, Wissenschaftler
- Wjatscheslaw Schischkow (1873–1945), Schriftsteller
- Iwan Schljomin (1898–1969), Generalleutnant und Held der Sowjetunion
- Otto Schmidt (1891–1956), Geophysiker
- Alfred Schnittke (1934–1998), Komponist und Musiker
- Iwan Scholtowski (1867–1959), Architekt
- Rosalija Schor (1894–1939), Sprachwissenschaftlerin und Literaturhistorikerin
- Dmitri Schostakowitsch (1906–1975), Komponist
- Georgi Schschonow (1915–2005), Schauspieler
- Maxim Schtrauch (1900–1974), Schauspieler
- Alexander Alexandrowitsch Schtscherbakow (1925–2013), Testpilot
- Boris Schtscherbina (1919–1990), Politiker
- Georgi Schtschipanow (1903–1953), Luftfahrtingenieur, Kybernetiker und Hochschullehrer
- Georgi Schtschuko (1905–1960), Architekt
- Wladimir Schtschuko (1878–1939), Architekt
- Alexei Schtschussew (1873–1949), Architekt
- Esfir Schub (1894–1959), Filmregisseurin
- Wladimir Schuchow (1853–1939), Ingenieur
- Wassili Schukschin (1929–1974), Schriftsteller, Filmregisseur und -schauspieler
- Klawdija Schulschenko (1906–1984), Sängerin und Schauspielerin
- Waleri Schumakow (1931–2008), Chirurg
- Wladimir Schurin (1891–1962), russisch-sowjetischer Wasserbauingenieur und Hochschullehrer
- Wladimir Seldin (1915–2016), dienstältester Schauspieler der russischen Geschichte
- Jakow Seldowitsch (1914–1987), Physiker
- Nikolai Selinski (1861–1953), Chemiker
- Nikolai Semaschko (1874–1949), Politiker
- Julian Semjonow (1931–1993), Schriftsteller
- Nikolai Semjonow (1896–1986), Chemiker
- Marina Semjonowa (1908–2010), Balletttänzerin
- Juri Senkewitsch (1937–2003), Arzt, Fernsehmoderator und Autor
- Alexander Serafimowitsch (1863–1949), Schriftsteller
- Wladimir Serbski (1858–1917), Psychiater
- Nikolai Sergejew (1909–1999), Flottenadmiral
- Walentin Serow* (1865–1911), Maler
- Walentina Serowa (1846–1924), Komponistin und Musikkritikerin
- Wladimir Serow (1910–1968), Maler
- Iwan Setschenow* (1829–1905), Physiologe
- Wladimir Simagin (1919–1968), Schachspieler
- Tatjana Simson (1892–1960), Kinderpsychiaterin
- Alexander Sinowjew (1922–2006), Philosoph und Schriftsteller
- Alexander Skrjabin (1872–1915), Musiker und Komponist
- Nikolai Smirnow (1917–1992), Flottenadmiral
- Innokenti Smoktunowski (1925–1994), Schauspieler
- Wassili Smyslow (1921–2010), Schachgroßmeister
- Leonid Sobinow (1872–1934), Opernsänger
- Wladimir Sofronizki (1901–1961), Pianist
- Nikolai Sokolow (1903–2000), Zeichner und Karikaturist, einer der drei Kukryniksy
- Julija Solnzewa (1901–1989), Filmschauspielerin und -regisseurin
- Jan Sparre (1891–1962), Gewichtheber
- Konstantin Stanislawski (1863–1938), Theaterregisseur und -schauspieler
- Ari Sternfeld (1905–1980), Raumfahrtpionier
- Solomon Strasch (1870–1934), Bildhauer
- Nikolai Streletzky (1885–1967), Brücken-Bauingenieur und Hochschullehrer
- Nikolai Subow (1885–1960), Ozeanologe
- Pawel Suchoi (1895–1975), Flugzeugkonstrukteur
- Anastassija Sujewa (1896–1986), Schauspielerin
- Amet-Chan Sultan (1920–1971), Testpilot
- Michail Swetlow (1903–1964), Dichter
- Georgi Swiridow (1915–1998), Komponist
- Ljudmila Sykina (1929–2009), Sängerin

### T–Z

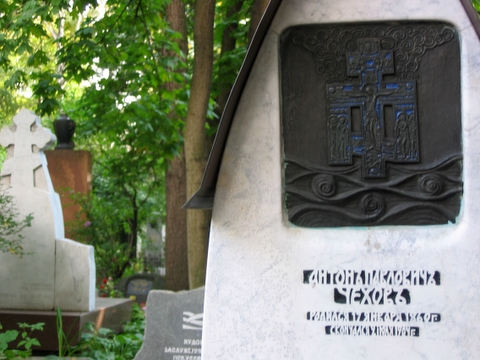
Grabstätte Anton Tschechows

- Alexander Tairow (1885–1950), Regisseur
- Wiktor Talalichin (1918–1941), Jagdflieger im Zweiten Weltkrieg, Held der Sowjetunion
- Igor Tamm (1895–1971), Physiker
- Sergei Tanejew* (1856–1915), Komponist
- Jewgeni Tarle (1874–1955), Historiker
- Wladimir Tatlin (1885–1953), Maler
- Nikolai Tichonow (1905–1997), Politiker
- Nikolai Tichonow (1896–1979), Schriftsteller
- Michail Tichonrawow (1900–1974), Raketenkonstrukteur
- Wjatscheslaw Tichonow (1928–2009), Schauspieler
- German Titow (1935–2000), Kosmonaut
- Jewgeni Tolstikow (1913–1987), Polarforscher
- Alexei Tolstoi (1883–1945), Schriftsteller
- Pawel Tretjakow* (1832–1898), Kunstmäzen
- Sergei Tretjakow (1834–1892), Kunstmäzen, Bruder von Pawel T.[1]
- Anton Tschechow (1860–1904), Schriftsteller
- Wladimir Tschelomei (1914–1984), Raketenkonstrukteur
- Pawel Tscherenkow (1904–1990), Physiker
- Iwan Tschernjachowski* (1906–1945), General
- Alexei Michailowitsch Tscherjomuchin (1895–1958), Flugzeug- und Hubschrauberkonstrukteur
- Georgi Aleksejewitsch Tscherjomuchin (1921–2009), Flugzeugkonstrukteur
- Wiktor Tschernomyrdin (1938–2010), Politiker
- Sergei Tschernyschow (1881–1963), Architekt, Stadtplaner und Hochschullehrer
- Boris Jewsejewitsch Tschertok (1912–2011), Raketenkonstrukteur und Raumfahrtpionier
- Dmitri Tschetschulin (1901–1981), Architekt
- Nikolai Tschischewski (1873–1952), russisch-sowjetischer Metallurg und Hochschullehrer
- Georgi Tschitscherin (1872–1936), Politiker
- Wera Tuljakowa (1932–2001), Kunstwissenschaftlerin, Journalistin und Hochschullehrerin
- Sergei Tumanski (1901–1973), Triebwerkskonstrukteur
- Alexei Tupolew (1925–2001), Flugzeugkonstrukteur
- Andrei Tupolew (1888–1972), Flugzeugkonstrukteur
- Irina Turowa (1935–2012), Leichtathletin
- Alexander Twardowski (1910–1971), Dichter
- Galina Ulanowa (1910–1998), Primaballerina
- Dmitri Uljanow (1874–1943), Revolutionär, Lenin-Bruder
- Michail Uljanow (1927–2007), Schauspieler
- Leonid Utjossow (1895–1982), Jazz-Sänger
- Jewgeni Wachtangow (1883–1922), Theaterregisseur
- Wang Ming (1904–1974), Führer der Kommunistischen Partei Chinas
- Soja Nikolajewna Wassilkowa (1926–2008), Schauspielerin
- Sergei Wawilow (1891–1951), Physiker
- Boris Wedenejew (1885–1947), Wasserbauingenieur
- Wladimir Weksler (1907–1966), Physiker
- Dmitri Wenewitinow* (1805–1827), Dichter
- Wladimir Wernadski (1863–1945), Geologe
- Alexander Wertinski (1889–1957), Sänger und Schauspieler
- Dsiga Wertow (1896–1954), Filmregisseur
- Iwan Winogradow (1891–1983), Mathematiker
- Andrei Wosnessenski (1933–2010), Dichter
- Jewgeni Wutschetitsch (1908–1974), Bildhauer
- Lew Wygotski (1896–1934), Psychologe
- Praskowja Ziklinskaja (1859–1923), Bakteriologin und Hochschullehrerin

* = wurde auf den Nowodewitschi-Friedhof umgebettet

## Sonstige bekannte Grabstätten
- Grab der Opfer des Absturzes der Tupolew ANT-20 „Maxim Gorki“ (1935)
- Grab der Luftschiffsunglücks-Opfer von UdSSR-W6 Ossoawiachim (1938)
- Grab der Opfer des Il-18-Absturzes von Belgrad (1964)
- Grab der Absturzopfer einer Tupolew Tu-144 in Le Bourget (1973)

## Bekannte Bildhauer der Grabmale
- Lew Kerbel (1917–2003): u. a. Grabmäler Sergei Bondartschuk, Jekaterina Furzewa, Dawid Oistrach
- Sergei Konjonkow (1874–1971): eigenes Grabmal, Grab Otto Schmidt
- Wera Muchina (1889–1953): Grabmal Leonid Sobinow
- Ernst Neiswestny (1925–2016): Grabmäler Nikita Chruschtschow, Lew Landau
- Iwan Schadr (1887–1941): Grabmal Nadeschda Allilujewa
- Jewgeni Wutschetitsch (1908–1974): u. a. Grabmal Alexander Gerassimow